# Prudhoe
Prudhoe – miasto i civil parish w Wielkiej Brytanii, w Anglii, w regionie North East England, w hrabstwie Northumberland. W 2011 roku civil parish liczyła 11 675 mieszkańców.